# Centrophantes crosbyi
Centrophantes crosbyi is een spinnensoort in de taxonomische indeling van de hangmatspinnen (Linyphiidae).
Het dier behoort tot het geslacht Centrophantes. De wetenschappelijke naam van de soort werd voor het eerst geldig gepubliceerd in 1933 door Jean-Louis Fage & Josef Kratochvíl.